# 야마가 소코

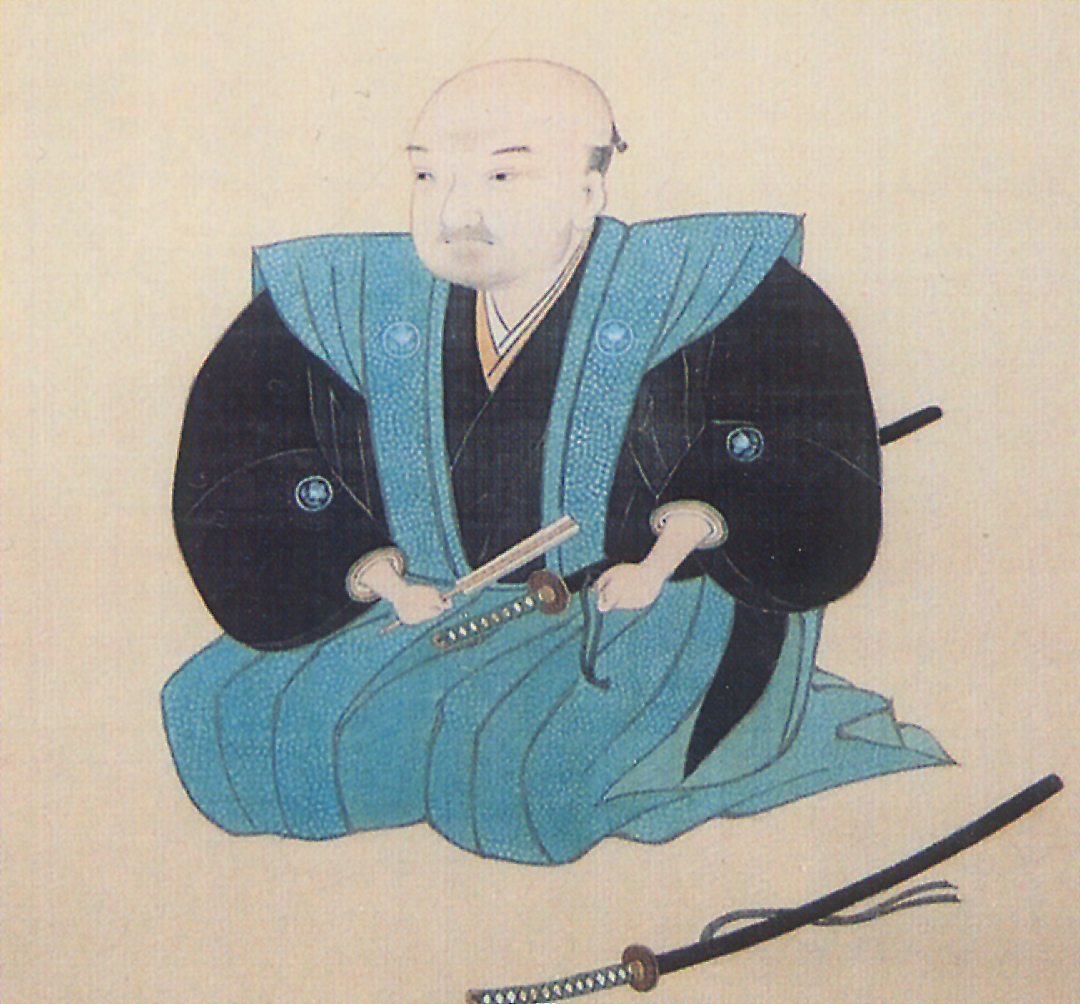
야마가 소코

야마가 소코(일본어: 山鹿素行, 1622년 9월 21일 ~ 1685년 10월 23일)는 에도 시대의 유학자, 병학자였다. 휘는 다카스케(高祐) 혹은 요시노리(義矩). 호는 소코(素行).
야마가류병법(山鹿流兵法) 및 일본 고학파의 창시자이다.

## 생애
1622년 무쓰 아이즈 (지금의 후쿠시마현 아이즈와카마쓰시)에서 낭인의 아들로 태어났다. 1628년 에도로 이사왔으며, 1630년 하야시 라잔 아래서 주자학을 배웠다. 1637년에는 오바타 가케노리, 호조 우지나가 밑에서 병법을, 히로타 단사이로부터는 신토를 배웠다. 이후 주자학을 비판하였다는 이유로 에도에서 쫓겨났다. 그 후 하리마 아코번에서 번사(藩士)의 교육을 맡았다.
1675년 다시 에도로 돌아왔으며, 10년간 문하생들에게 병법을 가르치다 1685년에 사망하였다.

## 사후
지금의 도쿄도 신주쿠구에 있는 한 사찰에 묻혔다.
막말에는 소코의 학문이 요시다 쇼인에게 영향을 끼쳤다.

## 저서
- 중조사실
- 무가사기